# KFC Lentezon Beerse

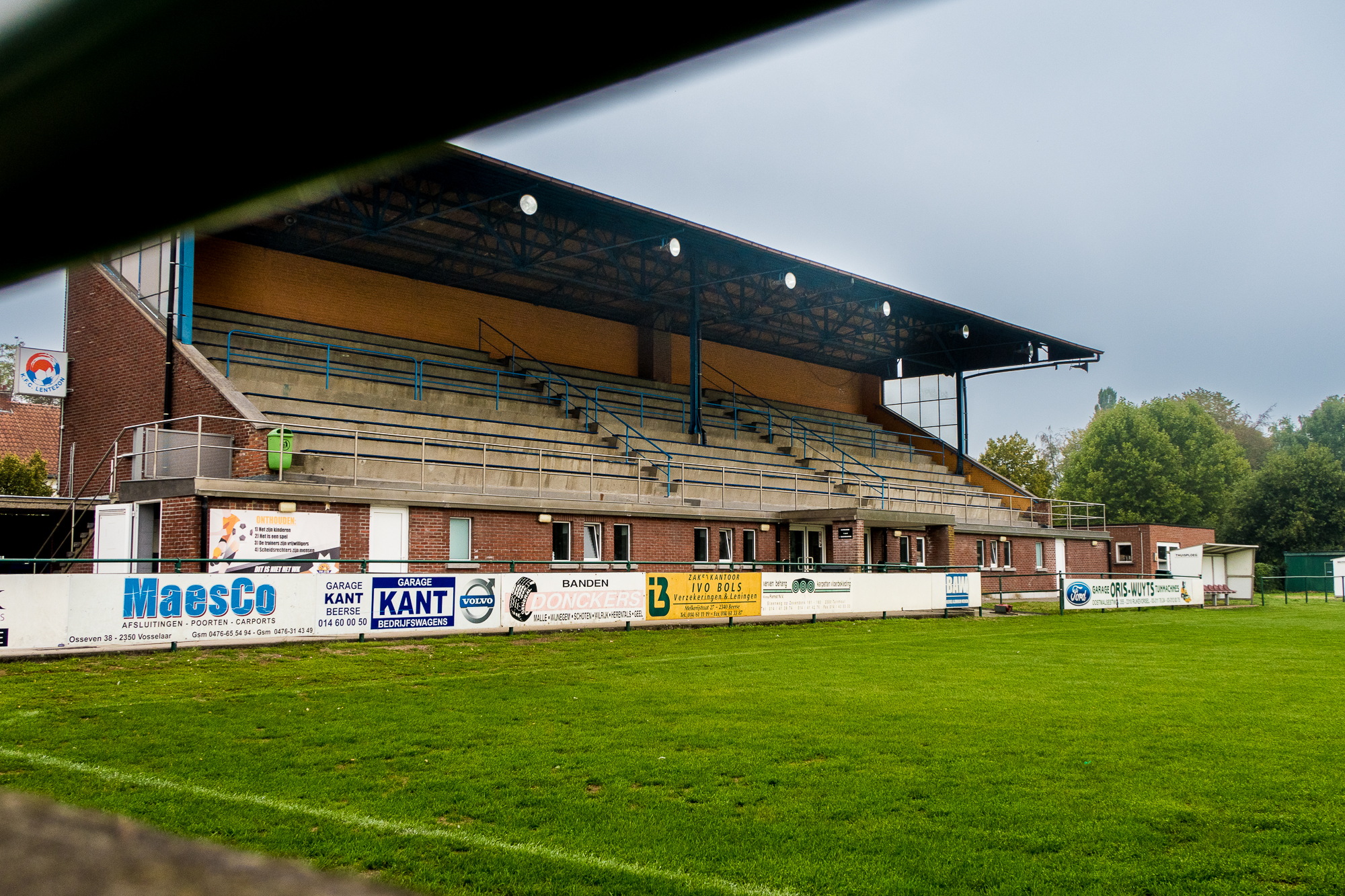
De tribune van het Gemeentelijk Sportcomplex in Beerse.

KFC Lentezon Beerse is een Belgische voetbalclub uit Beerse. De club is aangesloten bij de KBVB met stamnummer 599 en heeft oranje en blauw als kleuren. Lentezon speelde in zijn geschiedenis vier seizoenen in de nationale reeksen. De club heeft ook een damesafdeling, waarvan het A-elftal verscheidene seizoenen op het hoogste niveau speelde. De club treedt met meer dan 30 elftallen in competitie.

## Geschiedenis
De club ontstond in de eerste decennia van de twintigste eeuw en sloot zich in de jaren 20 sloot aan bij de Belgische Voetbalbond. Beerse bleef de volgende decennia in de provinciale reeksen spelen.
In 1965 promoveerde de club toch voor het eerst naar de nationale reeksen. Beerse deed het daar meteen goed in Vierde Klasse en eindigde er vierde in zijn reeks. De volgende twee seizoenen eindigde men nog in de middenmoot, maar in 1969 eindigde men uiteindelijk op twee na laatste, op degradatieplaats. Na vier jaar nationaal voetbal zakte de club zo opnieuw naar de provinciale reeksen, waar het de volgende decennia bleef spelen.
In 1997 fusioneerde de club met Dames VC Beerse, dat bij de voetbalbond was aangesloten met stamnummer 9094 en enkel met damesploegen in competitie kwam. Deze ploegen vormden voortaan de damesafdeling van KFC Lentezon Beerse. Het A-dameselftal had reeds op het hoogste nationale niveau bij de vrouwen gespeeld, en keerde ook als Lentezon Beerse in 1999 terug in Eerste Nationale.